# Rocco Siffredi
Pour les articles homonymes, voir Siffredi.
 AVN Hall Of Fame (2002)
XRCO Hall of Fame (2001)
Rocco Tano, dit Rocco Siffredi, né le 4 mai 1964 à Ortona dans les Abruzzes, est un acteur, réalisateur et producteur de films pornographiques italien.

## Biographie

### Débuts
Roco Tano naît dans une ville balnéaire des Abruzzes en Italie, Ortona, marqué par une enfance catholique, devenant même enfant de chœur alors que sa mère l'imagine avec une carrière de curé. Pourtant, il se masturbe régulièrement à partir de l'âge de dix ans, déclarant : « Mon sexe était un démon qui avait pris le contrôle de mon corps ».
À seize ans, il s'engage dans la Marine italienne. Il la quitte deux ans plus tard, en 1982. Deux ans plus tard, en 1984, il rencontre Gabriel Pontello, célèbre acteur porno des années 1980, dans un club échangiste, qui fait connaître à Siffredi le monde du X, notamment auprès du producteur Marc Dorcel et du réalisateur Michel Ricaud. Ce dernier le retient pour ce qui sera le premier film de Rocco Siffredi, Belle d'amour. Sa mère le soutient dans sa carrière alors que sa ville natale le conspue.
Il quitte les plateaux de tournage en raison d'une histoire d'amour avec une certaine Tina, un mannequin anglais. Il se fait alors un nom dans le monde du mannequinat de mode grâce à l'agence londonienne Gawins. Quand au bout de deux ans sa relation avec Tina s'achève, Siffredi retourne au porno par l'intermédiaire de l'actrice et productrice Teresa Orlowski.
Son pseudonyme est une association de deux personnages joués par Alain Delon : Rocco Parondi, protagoniste de Rocco et ses frères et Roch Siffredi, celui de Borsalino et Borsalino & Co.

### Carrière dans l'industrie pornographique

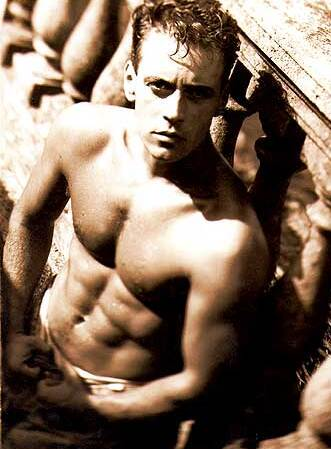
Photo promotionelle de Siffredi

Rocco Siffredi se fait notamment remarquer dans un film intitulé Les Amants du Capricorne, une parodie du film homonyme d'Alfred Hitchcock ; c'est à l'occasion du tournage de ce film qu'il rencontre sa femme, Rosa.
Dans les années 1990, à la suite de sa rencontre avec John Stagliano, fondateur du studio Evil Angel, il collabore dans la série gonzo Buttman, puis il décide de créer sa propre société de production, Rocco Siffredi Produzioni, à Budapest en Hongrie. Il devient ainsi producteur et réalisateur de films pornographiques (dont beaucoup pour le studio Evil Angel), dans lesquels il joue généralement. C'est lui qui fait découvrir à John Stagliano la caméra VX1000 de Sony, qui s'imposera dans le gonzo. Il crée des séries de gonzos : Animal Trainer et Rocco's True Anal Stories, Rocco's Dirty Dreams, Rocco Initiations, Puppet Master. En 1995 il tourne avec Sidonie Lavour dans le film Insatiable Sandy l'une des scènes les plus célèbres de sa carrière et les plus caractéristiques de son style, plongeant la tête de l'actrice dans les toilettes en tirant la chasse pendant qu'il la sodomise.
Siffredi est aussi connu pour ses collaborations professionnelles à long terme, comme avec Kelly Stafford et sa série de vidéos tournée avec elle, ses productions à travers le monde (Pologne, République tchèque...), ses productions avec son partenaire ami/réalisateur, John Stagliano et le lancement, en 1998, du catalan Nacho Vidal dans le métier . Il a pour habitude d'inclure dans ses tournages des acteurs anonymes issu du « Rocco Siffredi Fun Club » (son fan-club) et aussi des acteurs anonymes vivant à proximité des lieux où sont tournés ses films.
En 1997, Siffredi produit un de ses films les plus fameux et célèbre, Rocco e le Storie Tese, qui a également une suite. L'intérêt du film réside dans le coût élevé de la production, le choix du casting (avec Anita Dark, Anita Blonde et Rosa Caracciolo, sa partenaire dans la vie) et la participation exceptionnelle du groupe Elio e le Storie Tese.
Au début des années 2000, pour sa carrière dans l’industrie pornographique, il est intronisé au XRCO Hall of Fame en 2001, suivi du AVN Hall of Fame en 2002. Ces « temples de la renommée » servent à honorer les personnalités marquantes, ayant un impact significatif dans l’industrie.
Tournant aussi bien en Europe (Italie, France, Hongrie, etc.) qu'aux États-Unis et en Amérique du Sud (au Brésil notamment), il est le lauréat de plusieurs récompenses de l'industrie et de la presse spécialisée, notamment de nombreux Hots d'Or décernés par la profession. Néanmoins, il est aussi accusé d'avoir tué le X italien, en ayant ringardisé Joe D'Amato et Mario Salieri. Rocco Siffredi impose l'esthétique gonzo et les tournages low-cost, au détriment de productions plus ambitieuses.
En juin 2004, pour ses quarante ans, après avoir tourné des milliers de scènes X et joué avec des centaines de partenaires, celui qu'on surnomme « l'Étalon italien » (en italien lo Stallone italiano) décide de prendre une semi-retraite pour raisons familiales, même s'il envisage de poursuivre la réalisation de films pornographiques et de tourner quelques scènes. Mais il revient à l'écran en 2009.
L'acteur joue aussi dans le cinéma traditionnel : ainsi en 1999 dans le film Romance de Catherine Breillat et en 2004 dans Anatomie de l'enfer. Romance constitue sa première incursion dans le cinéma d'auteur et son intégration au projet constitue une grande surprise ; il intègre la distribution au dernier moment, en remplacement d'un acteur qui a quitté le projet. Le film devient le plus connu de la réalisatrice, réunissant 400 000 spectateurs en France et des millions dans le monde. Dans Anatomie de l'enfer, il joue l'un des deux rôles principaux aux côtés d'Amira Casar, celui d'un homosexuel rétribué par une femme pour la regarder et l'écouter quatre nuits durant.
Concernant le scandale du Rubygate impliquant Silvio Berlusconi, Rocco Siffredi déclare : 

« On est accros. Quel que soit le type d'addiction, c'est difficile et je sais de quoi je parle. Je l'ai parfois mal vécu »

 En 2012, il propose à Silvio Berlusconi d'adapter sa vie en film avec beaucoup de femmes. Il reconnaît par ailleurs souffrir d'une addiction au sexe.
En 2015, il prend part à l'émission de télé-réalité italienne L'isola dei famosi 10, avec l'actrice franco-italienne Catherine Spaak ou encore Fanny Neguesha, ex-compagne du footballeur Mario Balotelli.

### Vie privée
En 2017, Rocco Siffredi a déclaré en public qu'il était bisexuel et avait aussi des rapports sexuels avec des hommes : « J'ai tout ..., des hommes, des femmes, des shemales ». L'avenir montrera que le machisme est fini et de plus en plus de gens deviennent tout-sexuels (en anglais : allsex), selon Rocco Siffredi dans sa déclaration sur sa bisexualité.[source insuffisante]
Rocco Siffredi parle quatre langues : italien, sa langue maternelle ; français, qu'il a appris lorsqu'il vivait à Paris dans les années 1980, où il fut notamment serveur ; anglais, en raison de sa carrière internationale et hongrois, depuis son mariage en 1991 avec une hongroise. Il séjourne d'ailleurs régulièrement à Budapest, capitale européenne de l'industrie du X.
Il est marié depuis 1993 à Rosa Caracciolo (née Rozsa Tassi), ancienne Miss Hongrie et actrice porno, et avec qui il a deux fils : Lorenzo, né en 1996 et Leonardo, né en 1999.
En 2016, la famille participe à une émission de télé-réalité racontant leur quotidien et diffusée sur la télévision italienne, Casa Siffredi.

## Style
Le style de Siffredi dans ses films est le gonzo. Ses performances avec ses partenaires incluent la sodomie, des relations sexuelles un peu violentes avec certaines pratiques sado-masochistes comme la soumission, les gorges profondes, l'anulingus, cracher à la tête de ses partenaires, des gifles. L'intensité de ses scènes, son côté athlétique, ainsi que ses pratiques sexuelles ont valu à Rocco Siffredi la reconnaissance internationale de la profession et du public au point qu'il fait l'objet d'un culte de la part de ses admirateurs, surtout en Italie. Doté d'un pénis d'environ 23 à 25 cm de longueur selon les entrevues (il ne donne pas toujours la même estimation), Rocco Siffredi joue dans de nombreux films pornographiques.

## Filmographie

### Films non pornographiques
- 1999 : Romance de Catherine Breillat : Paolo / l'homme au bar
- 2001 : Amorestremo (it) de Maria Martinelli (it) : Silver
- 2004 : Anatomie de l'enfer de Catherine Breillat : l'homme
- 2006 : I Cesaroni (it), série télévisée de Francesco Vicario, Stefano Vicario et Francesco Pavolini
- 2011 : Matrimonio a Parigi (it) de Claudio Risi : François Leroy
- 2012 : Tutti i rumori del mare (it) de Federico Burgia : l'ami de Thomas
- 2012 : Les Kaïra de Franck Gastambide : Rocco Siffredi
- 2014 : Amore oggi (it), téléfilm de Giancarlo Fontana et Giuseppe G. Stasi : l'expert en fécondation
- 2016 : Rocco (it), film documentaire sur Rocco Siffredi, de Thierry Demaizière et Alban Teurlai, sorti en novembre 2016.
- 2018 : Un Noël cinq étoiles de Marco Risi : Rocco Siffredi
- 2024 : Supersex : Le client du restaurant qui veut ses pâtes al dente (caméo épisode 2)

## Récompenses
- 2 Venus Awards du meilleur acteur, en 2000 et 2003
- de nombreux Hots d'Or
- une quarantaine d'AVN Awards
  - Best Director - Foreign Release (Who Fucked Rocco?)
  - Best Continuing Video Series (Rocco: Animal Trainer)
  - Best Director - Video (Ass Collector)
  - Male Performer of the Year en 1993 et 1996
  - Acteur étranger de l'année (Male Foreign Performer of the Year) en 2003, 2009, 2011, 2012, 2013, 2014, 2015 et 2016[18]
  - Best Anal Sex Scene - Film (The Fashionistas)
  - Best Pro-Am Release (Rocco's Initiations 9)
  - Best Foreign Feature (Rocco: Animal Trainer 3)
  - Best Couples Sex Scene - Video (Way to Love) (2001) (avec Kelly Stafford)
  - AVN Hall of Fame award
- XRCO Hall of Fame & XRCO Awards 2002
- 2011 : XBIZ Award – Gonzo Release of the Year – Non-Feature (Tori, Tarra and Bobbi Love Rocco)
- 2011 : XBIZ Award – Foreign Male Performer of the Year

### Source
- Rocco Siffredi a sorti en 2006 sa biographie, Rocco par Rocco, dans laquelle il parle de sa vie privée, du milieu du X et de son évolution.